# Алиев, Александр Мамедович
Алекса́ндр Маме́дович (Араз Казимагомедович) Али́ев (23 июля 1922 года — 22 ноября 1984 года) — участник Великой Отечественной войны, стрелок 296-го гвардейского стрелкового полка 98-й гвардейской стрелковой дивизии 37-го гвардейского стрелкового корпуса 7-й армии Карельского фронта.
Герой Советского Союза (21.07.1944), гвардии красноармеец.

## Биография
Родился в 1922 году в семье рабочего. По национальности лезгин. Получил неполное среднее образование. До войны работал слесарем в Астраханском судоремонтном объединении.
В ряды Красной Армии призван в январе 1943 года, а с июня 1944 года на фронтах Великой Отечественной войны. Стрелок гвардии красноармеец А. К.. Алиев особо отличился при форсировании реки Свирь 21 июня 1944 года, которое явилось началом Свирско-Петрозаводской операции по освобождению советской Карелии. В этот день комсомолец Алиев на одной из десяти лодок с чучелами, имитирующими переправу бойцов, преодолел реку в районе города Лодейное Поле с целью выявить огневые точки противника. Несмотря на то, что лодка-мишень была пробита в нескольких местах, Алиев одним из первых достиг противоположного берега и уничтожил пулемётный расчёт, тем самым способствовал форсированию реки подразделениями полка.

Указом Президиума Верховного Совета СССР от 21 июля 1944 года
за образцовое выполнение боевых заданий Командования на фронте борьбы с немецкими захватчиками и проявленные при этом отвагу и геройство

 гвардии красноармейцу Алиеву Аразу Казимагомедовичу присвоено звание Героя Советского Союза с вручением ордена Ленина и медали «Золотая Звезда».
После войны был демобилизован и вернулся в Астрахань, где жил и работал таксистом. 22 ноября 1984 года А. К. Алиев скончался.

## Награды
- Медаль «Золотая Звезда» Героя Советского Союза (№ 4435)
- Орден Ленина
- Медали, в том числе:
  - Медаль «За отвагу»
  - Медаль «За победу над Германией в Великой Отечественной войне 1941—1945 гг.»
  - Юбилейная медаль «Двадцать лет Победы в Великой Отечественной войне 1941—1945 гг.»
  - Юбилейная медаль «Тридцать лет Победы в Великой Отечественной войне 1941—1945 гг.»

## Память
- Похоронен в Астрахани на Татарском кладбище.
- Именем Героя назван колхоз в селе Аглоби.
- Имя А. К. Алиева носит средняя школа в селе Кабир (Курахский район Дагестана).
- В Астрахани на фасаде дома № 2/41 по улице Ахшарумова, где жил Герой Советского Союза А. К. Алиев, установлена мемориальная доска.
- 8 августа 2009 года на границе Сулейман-Стальского и Курахского районов Дагестана был открыт мемориальный комплекс в честь Героев Великой Отечественной войны, труда, учёных и великих поэтов, уроженцев Курахского района, где установлена мемориальная доска с портретом А. К. Алиева[5].
- Его именем названы улицы в сёлах Аглоби, Аладаш, Курах и др.